# Veli-Matti Ahonen
Veli-Matti Ahonen (...) è un ex saltatore con gli sci finlandese.

## Biografia
In carriera prese parte solo ad alcune gare della Coppa del Mondo 1984, quelle del Torneo dei quattro trampolini - l'esordio il 30 dicembre 1983 a Oberstdorf (78°) - e le due della tappa di Sapporo del 21-22 gennaio 1984, andando a podio (2°) in entrambe.

## Palmarès

### Coppa del Mondo
- Miglior piazzamento in classifica generale: 20º nel 1984
- 2 podi (entrambi individuali):
  - 2 secondi posti